# ۲۴ اوت
۲۴ اوت در تقویم گرگوری، دویست و سی و ششمین (در سال‌های کبیسه دویست و سی و هفتمین) روز سال است. ۱۲۹ روز تا پایان سال باقی است.

## رویدادها
- ۱۲۱۵ - پاپ اینوسنت سوم منشور کبیر یا ماگنا کارتای انگلستان را نامعتبر خواند.
- ۱۵۱۶ - قوای امپراتوری عثمانی به فرماندهی سلطان سلیم اول در نبرد مرج دابق نیروی‌های مملوک مصر را شکست داده و بر سوریه حاکم شدند.
- ۱۶۰۸ - اولین نماینده انگلیسی از بندر سورات وارد هند شد.
- ۱۸۱۵ - قانون اساسی نوین هلند تصویب شد.
- ۱۹۳۱ - فرانسه و اتحاد جماهیر شوروی پیمان بی طرفی و عدم مخاصمه امضا کردند.
- ۱۹۴۹ - پیمان آتلانتیک شمالی، ناتو اجرایی شد.
- ۱۹۹۱ - استقلال کشور اوکراین از شوروی
- ۲۰۰۶ - بیرون رفتن سیاره پلوتو از منظومهٔ شمسی و پیوستن به گروه سیارات کوتوله

## زادروزها
- ۱۷۸۰ - ژان اگوست دومینیک انگر (به فرانسوی: Jean Auguste Dominique Ingres) ‏ (۱۷۸۹ - ۱۸۶۷) نقاش نئوکلاسیک فرانسوی
- ۱۸۹۹ - خورخه لوئیس بورخس (به اسپانیایی: Jorge Luis Borges) ‏ (۱۸۹۹ - ۱۹۸۶) نویسنده، شاعر و ادیب معاصر آرژانتینی
- ۱۹۴۸ - ژان میشل آندره ژار، آهنگساز و تهیه‌کننده فرانسوی
- ۱۹۴۷ - پائولو کوئیلو (به انگلیسی: Paulo Coelho) ‏ نویسنده ادیب
- ۱۹۶۰ - تاکاشی میکه، فیلمساز ژاپنی

## درگذشتگان
- ۲۰۱۰ - ساتوشی کُن، کارگردان فیلم‌های انیمه ژاپن
- ۲۰۲۳ -  بری وایت، بازیکن کشتی کج